# Comté de Franklin (Ohio)
Pour les articles homonymes, voir Comté de Franklin.
Le comté de Franklin (en anglais : Franklin County) est un des 88 comtés de l'État de l'Ohio, aux États-Unis.
Son siège est fixé à Columbus.

## Géographie
Selon les données du Bureau du recensement des États-Unis, le comté de Franklin a une superficie de 1 407 km² (soit 543 mi²), dont 1 398 km² (soit 540 mi²) en surfaces terrestres et 9 km² (soit 3 mi²) en surfaces aquatiques.

## Comtés limitrophes
- Comté de Delaware, au nord
- Comté de Licking, au nord-est
- Comté de Fairfield, au sud-est
- Comté de Pickaway, au sud
- Comté de Madison, à l'ouest
- Comté d'Union, au nord-ouest

## Démographie
Le comté était peuplé, lors du recensement de 2006, de 1 095 662 habitants.